# Erycibe pedicellata
Erycibe pedicellata är en vindeväxtart som beskrevs av Ridley och Hoogl. Erycibe pedicellata ingår i släktet Erycibe och familjen vindeväxter. Inga underarter finns listade i Catalogue of Life.